# Isola di Kusov
Isola di Kusov (in russo остров Кусова) è un'isola della Russia nel mare di Okhotsk che fa parte dell'arcipelago delle isole Šantar. Amministrativamente appartiene al Tuguro-Čumikanskij rajon del kraj di Chabarovsk, nel Circondario federale dell'Estremo Oriente.
Scoperta nel 1829 dall'esploratore russo Prokofij Tarasovič Koz'min (П. Т. Козьмин, 1795-1851) che navigava per conto della Compagnia russo-americana. L'isola è stata così chiamata in onore di Nikolaj Ivanovič Kusov, co-direttore della suddetta compagnia.
L'isola si trova a sud-est di Bol'šoj Šantar. Misura circa 4,5 km di lunghezza per 2,5 m di larghezza; ha un'altezza di 651 m. Assieme ad altre isole dell'arcipelago è inclusa nella Riserva naturale statale «isole Shantar» (Национа́льный парк «Шанта́рские острова́»).